# 소룩스
주식회사 소룩스(영어: Solux)는 충청남도 공주시 정안면 정안농공단지길 32-22에 본사를 둔 LED 조명 기업이다.

## 역사
소룩스는 1996년 7월 설립되었으며, 2020년 11월 6일부로 코스닥 시장에 상장하였다.
2023년 12월, 주식 1주당 14주를 배정하는 무상증자를 하였다.
2024년, 아리바이오를 흡수합병 하려고 시도중이나 계속된 금융감독원의 거절로 2025년 현재도 합병되지 못하고 있다.